# 1816 aux échecs
| Années des échecs : 1813 - 1814 - 1815 - 1816 - 1817 - 1818 - 1819    |
| Décennies des échecs : 1780 - 1790 - 1800 - 1810 - 1820 - 1830 - 1840 |

Cet article présente les faits marquants de l'année 1816 aux échecs.

## Divers
- Aaron Alexandre écrit « Collection des plus beaux problèmes d’échecs » [1].

## Naissances
- 17 novembre : William Henry Hicks, champion du Canada en 1874[1].